# Christoffer Cyprianos Urbanowicz
Christoffer Cyprianos (polska: Krzysztof Cyprian) Urbanowicz, född 1670, död 1731, då han drunknade i floden Philis, var en polsk militär som även tjänstgjorde i rysk och svensk tjänst.
Urbanowicz kom i svensk tjänst 1702, blev överste och chef för ett polskt kavalleriregemente 1709. Åren 1712–1715 var han även överste och chef för Dniesterska (polska) dragonregementet i svensk tjänst. Urbanowicz tog avsked från militärtjänsten 1719 och fungerade därefter som Stanisław I Leszczyńskis minister vid svenska hovet. Han trädde därefter i rysk tjänst där han blev general.